# 20 kilomètres marche masculin aux championnats du monde d'athlétisme 2023
Pour des articles plus généraux, voir Championnats du monde d'athlétisme 2023 et Marche aux championnats du monde d'athlétisme.
Navigation
Eugene 2022 Tokyo 2025
L'épreuve du 20 kilomètres marche masculin des championnats du monde de 2023 se déroule le 19 août 2023 dans les rues de Budapest, en Hongrie.

## Qualification
La période de qualification est comprise entre le 31 janvier 2022 et le 30 juillet 2023. Le minima de qualification est fixé à 1 h 20 min 10 s.

## Résultats
| Rang               | Athlète                          | Pays       | Temps   | Notes |
| ------------------ | -------------------------------- | ---------- | ------- | ----- |
| Médaille d'or      | Álvaro Martín                    | Espagne    | 1:17:32 | WL    |
| Médaille d'argent  | Perseus Karlström                | Suède      | 1:17:39 | NR    |
| Médaille de bronze | Caio Bonfim                      | Brésil     | 1:17:47 | NR    |
| 4                  | Evan Dunfee                      | Canada     | 1:18:03 | NR    |
| 5                  | Christopher Linke                | Allemagne  | 1:18:12 | PB    |
| 6                  | Veli-Matti Partanen              | Finlande   | 1:18:22 | NR    |
| 7                  | Brian Pintado                    | Équateur   | 1:18:26 | PB    |
| 8                  | Declan Tingay                    | Australie  | 1:18:30 | PB    |
| 9                  | Samuel Gathimba                  | Kenya      | 1:18:34 | SB    |
| 10                 | Gabriel Bordier                  | France     | 1:18:59 | PB    |
| 11                 | Francesco Fortunato              | Italie     | 1:19:01 |       |
| 12                 | Yuta Koga                        | Japon      | 1:19:02 | SB    |
| 13                 | Alberto Amezcua                  | Espagne    | 1:19:28 | PB    |
| 14                 | Rhydian Cowley                   | Australie  | 1:19:31 |       |
| 15                 | Koki Ikeda                       | Japon      | 1:19:44 |       |
| 16                 | Salih Korkmaz                    | Turquie    | 1:19:49 | SB    |
| 17                 | César Augusto Rodríguez          | Pérou      | 1:19:52 | NR    |
| 18                 | Andres Olivas                    | Mexique    | 1:19:55 | SB    |
| 19                 | David Hurtado                    | Équateur   | 1:20:07 |       |
| 20                 | Jordy Jiménez                    | Équateur   | 1:20:08 | PB    |
| 21                 | Eiki Takahashi                   | Japon      | 1:20:25 |       |
| 22                 | Luis Henry Campos                | Pérou      | 1:20:56 | PB    |
| 23                 | Máté Helebrandt                  | Hongrie    | 1:21:16 | PB    |
| 24                 | Toshikazu Yamanishi              | Japon      | 1:21:39 |       |
| 25                 | Noel Chama                       | Mexique    | 1:21:51 |       |
| 26                 | Eider Arévalo                    | Colombie   | 1:21:55 |       |
| 27                 | Vikash Singh                     | Inde       | 1:21:58 |       |
| 28                 | Serhii Svitlychnyi               | Ukraine    | 1:22:28 | SB    |
| 29                 | Zhang Jun                        | Chine      | 1:23:13 |       |
| 30                 | Andrea Cosi                      | Italie     | 1:23:28 |       |
| 31                 | José Alejandro Barrondo          | Guatemala  | 1:23:33 |       |
| 32                 | José Doctor                      | Mexique    | 1:23:35 |       |
| 33                 | João Vieira                      | Portugal   | 1:23:37 |       |
| 34                 | Dominik Černý                    | Slovaquie  | 1:23:42 | PB    |
| 35                 | Paramjeet Singh Bisht            | Inde       | 1:24:02 |       |
| 36                 | Max Batista Goncalves dos Santos | Brésil     | 1:24:10 | PB    |
| 37                 | Wang Zhaozhao                    | Chine      | 1:24:23 |       |
| 38                 | Alexandros Papamichail           | Grèce      | 1:24:26 | SB    |
| 39                 | Diego García                     | Espagne    | 1:25:12 |       |
| 40                 | Kyle Swan                        | Australie  | 1:26:02 |       |
| 41                 | Nick Christie                    | États-Unis | 1:26:21 | SB    |
| 42                 | José Eduardo Ortiz               | Guatemala  | 1:26:29 |       |
| 43                 | Jerry Jokinen                    | Finlande   | 1:26:54 |       |
| 44                 | Niu Wenchao                      | Chine      | 1:27:26 |       |
| 45                 | Juan Manuel Cano                 | Argentine  | 1:27:29 |       |
| 46                 | César Herrera                    | Colombie   | 1:27:47 |       |
| 47                 | Akashdeep Singh                  | Inde       | 1:31:12 |       |
|                    | David Kenny                      | Irlande    | DNF     | DNF   |
| Massimo Stano      | Italie                           |            | DNF     | DNF   |
| Marius Žiūkas      | Lituanie                         | DQ         | DQ      |       |

## Légende
Records et Performances
- AR : Record continental (area record)
- CR : Record des championnats (championship record)
- MR : Record du meeting (meet record)
- NR : Record national (national record)
- OR : Record olympique (olympic record)
- PR : Record paralympique (paralympic record)
- PB : Record personnel (personal best)
- SB : Meilleure performance personnelle de la saison (season's best)
- WL : Meilleure performance mondiale de l'année (world leader)
- WJR : Record du monde junior (world junior record)
- WR : Record du monde (world record)

Circonstances et Conditions
- DNF : N'a pas terminé (did not finish)
- DNS : N'a pas pris le départ (did not start)
- DQ : Disqualification (disqualification)
- NM : Aucun essai valable enregistré (No Mark)
- Q : Qualifié « directement » au prochain tour (ou à la prochaine compétition), lors d'une compétition majeure, grâce au classement ou à la réalisation des minima (automatic qualifier)
- q : Qualifié au prochain tour (ou à la prochaine compétition), lors d'une compétition majeure, grâce au repêchage ou à la réalisation de l'une des meilleures performances parmi celles des « non qualifiés directement » (grâce au meilleur temps ou à la meilleure distance par exemple) (secondary qualifier)